# Holbækmotorvejen
Autostrada M11 zwana Holbækmotorvejen - autostrada biegnąca ze wschodu na zachód po trasie drogi krajowej nr 21 pomiędzy Kopenhagą a Holbækiem.
Autostrada oznakowana jest jako droga krajowa nr 21.